# Communauté tibétaine aux États-Unis
L'histoire de la communauté tibétaine aux États-Unis est relativement courte, car les États-Unis ont eu peu de contacts ou d'implication au Tibet avant la Seconde Guerre mondiale élargie pour le Pacifique.
Les Tibétains ont commencé à émigrer aux États-Unis à la fin des années 1950. L'article 134 de la loi sur l'immigration de 1990 a stimulé l'immigration des Tibétains aux États-Unis, en fournissant 1 000 visas d'immigrant aux Tibétains vivant en Inde et au Népal,.
Betty McCollum et Keith Ellison représentent les Tibétains américains au Congrès des États-Unis, et célèbrent le nouvel an tibétain de 2014 en présence du 14e dalaï-lama en visite dans le Minnesota .
Lobsang Sangay, premier ministre du gouvernement tibétain en exil à Dharamsala en Inde depuis 2011, est citoyen américain. Il émigra aux États-Unis en 1995 depuis l'Inde où il est né sans en avoir la nationalité. Ce n'est que depuis 2013 que les Tibétains réfugiés en Inde ont le droit de demander la nationalité indienne. 
Selon le New York Times (2015), pour les exilés tibétains en Inde qui cherchent à quitter ce pays qui ne leur reconnaît pas le droit d'être propriétaires, les États-Unis sont la destination de choix. Certains Tibétains y réussissent très bien mais d'autres se retrouvent simplement à la plonge dans un restaurant ou concierges. D'autres encore sont la proie de marchands de visas.
Le 20 décembre 2018, le président américain Donald Trump signe « la loi de 2018 sur l'accès réciproque au Tibet », qui permet aux Tibétains de retourner dans leur pays ou aux autorités chinoises qui les en empêchent de faire face à des sanctions,.